# Kamen Rider Heisei Generations Forever
Pour plus de détails, voir Fiche technique et Distribution.
Kamen Rider Heisei Generations Forever (仮面ライダー平成ジェネレーションズForever, Kamen Raidā Heisei Jenerēshonzu Foebā) est un film japonais de type tokusatsu réalisé par Kento Shimoyama, sorti le 22 décembre 2018.
La première bande-annonce du film a été dévoilée le 13 novembre 2018  et le film est présenté dans les salles japonaises le 22 décembre 2018.
Faisant partie de la franchise Kamen Rider, il constitue le 10e épisode de la série des Movie War (en) et le 3e de la série des Heisei Generations.
Il s'agit d'un crossover entre les séries TV Kamen Rider Zi-O et Kamen Rider Build.
Le film met en scène les deux héros principaux des deux séries et leurs alliés, avec l'aide de tous les Kamen Riders de l'ère Heisei : Kamen Rider Kuuga, Kamen Rider Agito, Kamen Rider Ryuki, Kamen Rider 555, Kamen Rider Blade, Kamen Rider Hibiki, Kamen Rider Kabuto, Kamen Rider Den-O, Kamen Rider Kiva, Kamen Rider Decade, Kamen Rider W, Kamen Rider OOO, Kamen Rider Fourze, Kamen Rider Wizard, Kamen Rider Gaim, Kamen Rider Drive, Kamen Rider Ghost et Kamen Rider Ex-Aid.
Le film montrera également les débuts des W et Kuuga Armors pour Zi-O.
Le slogan de ce film est Pour tous ceux qui aiment les Kamen Riders… (仮面ライダーを愛してくれたあなたへ, Kamen Raidā o aishite kureta anata...).

## Synopsis
Les Kamen Riders sont les défenseurs de l'espoir et des rêves. Ils ont protégé les gens des forces maléfiques à travers les âges et les mondes. Mais… ils ne sont que les protagonistes d'une série télévisée ? Les Kamen Riders ne sont-ils que des personnages de fiction ?
Un puissant Time Jacker nommé Tid apparaît et déclare que l'histoire des Kamen Riders de l'ère Heisei, qui a débuté avec Kuuga, va maintenant se terminer. Nos héros vivent-ils dans un mensonge et sont-ils voués à disparaître avec le temps ? 
La tombe de Riku, le tout premier Kuuga, sera un endroit clé pour l'existence des Kamen Riders.
Den-O, qui peut aussi voyager dans le temps, pourra-t-il faire quelque chose pour l'en empêcher?,

## Fiche technique
- Titre alternatif : Masked Rider  Heisei Generations Forever
- Supervision du scénario : Yasuko Kobayashi
- Directeur des effets spéciaux :  Fudano Ohki
- Réalisateur : Kyohei Yamaguchi[1]
- Scénariste : Kento Shimoyama[1]
- Musique : Kenji Kawai , Toshihiko Sahashi
- Créateur : Shōtarō Ishinomori
- Sociétés de production : Comité de production Zi-O and  Build  ( Toei, TV Asahi , Toei Video (ja) , Asatsu-DK Inc (ja),Kinoshita Group (ja), Bandai )
- Société de distribution : Toei
- Format image :
- Pays :  Japon
- Langue : japonais
- Date de sortie :  Japon : 22 décembre 2018

## Personnages originaux

### Ataru Hisanaga
Ataru Hisanaga (久永 アタル, Hisanaga Ataru) est le frère aîné de Shingo et un jeune homme de 18 ans qui aime les Kamen Riders, particulièrement de Kamen Rider Den-O et de Kamen Rider Double. Il est né le 29 janvier 2000. Il passe un contrat avec Futaros afin de rencontrer les Kamen Riders afin de les aider à retrouver son frère cadet disparu, Shingo. Quand il voyage dans le temps avec Sougo en suivant Futaros pour trouver Shingo, il est transformé de force en  Another Den-O (アナザー電王, Anazā Den'ō) par Another Double.
En raison de son statut de point de sauvegarde temporelle, Den-O et son équipage initial n'ont pas été affectés par les changements. Cela permet aux quatre Tarōs d'utiliser les formes de Den-O pour vaincre Another Den-O et sauver Ataru. Il est définitivement vaincu par Kamen Rider Den-O en Rod Form.
En tant qu'Another Den-O, il est armé de quatre épées aux hanches et peut voyager dans le temps avec le train Another Den-Liner (アナザーデンライナー, Anazā Denrainā), qui sert également de base d'opérations pour Tid.
Another Den-O est basé sur la Sword Form de Kamen Rider Den-O.
Ataru est interprété par  Nayuta Fukuzaki  (福崎 那由他, Fukuzaki Nayuta).

### Shingo Hisanaga
Shingo Hisanaga  (久永 シンゴ, Hisanaga Shingo) est un garçon de 7 ans et le petit frère d'Ataru  poursuivi  par le Time Jacker Tid et les Another Den-O et Double dû à son statut de point de sauvegarde temporelle.
Shingo est interprété par Taiyo Saito (斎藤 汰鷹, Saitō Taiyō).

### Another Double
AnotherDouble (アナザーWダブル, Anazā Daburu) est basé sur Kamen Rider Double CycloneJoker. Tout comme Kamen Rider Double, il est capable de changer de forme en puisant dans la puissance des Gaia Memories. Il est capable de manipuler des puissantes rafales de vent avec la Cyclone Gaia Memory et de s'étirer en puisant dans la puissance de la Luna Gaia Memory. Another Double est le second de Tid, menant des monstres du passé et transformant Ataru en Another Den-O.
Il a été vaincu par Zi-O Double Armor avec son Maximum Time Break.
Il est le seul à ne pas avoir révélé son apparence humaine.
Another Double est doublé par Kentarō Itō (伊藤 健太郎, Itō Kentarō).

### Tid
Tid  (ティード, Tīdo) est le Super Time Jacker (スーパータイムジャッカー, Sūpā Taimu Jakkā) et le principal antagoniste du film Kamen Rider Heisei Generations FOREVER.
Il est capable de laver le cerveau et de manipuler les êtres humains. Après avoir dérobé les pouvoirs de Kuuga avec une Another Watch, il a pu acquérir la faculté de se transformer en Another Kuuga (アナザークウガ, Anazā Kūga). Contrairement aux autres Another Riders, Another Kuuga est un monstre Gurongi géant ayant la capacité de voler.
Son objectif est d'effacer de l'Histoire tous les Kamen Riders de l'ère Heisei, en utilisant son Another Watch pour absorber Shingo et de faire évoluer sa forme d'Another Rider en Another Ultimate Kuuga (アナザーアルティメットクウガ, Anazā Arutimetto Kūga).
Sous cette forme, en plus de la capacité de vol d'Another Kuuga, il est capable de tirer un puissant rayon laser de sa bouche et de créer d'anciens monstres ennemis.
Il est vaincu et tué par les vingt Heisei Kamen Riders.
Tid est interprété par Shunsuke Daitō (大東 駿介, Daitō Shunsuke).

### Futaros
Futaros (フータロス, Fūtarosu) est un Imagin bienveillant. Il passe un contrat avec Ataru pour rechercher le frère cadet de son hôte, Shingo, porté disparu. Plus tard, il fait venir Sougo, Sento Kiryū et certains de leurs amis dans le monde de son hôte, dans le cadre du plan d'Ataru visant à obtenir leur aide. Lorsque le contrat est terminé, une fois que Sougo, Sento et leurs amis sont réunis, il retourne dans le passé, à la date du 29 janvier 2000 pour tenter de sauver Shingo de l'enlèvement par Another Double et Tid.
Futaros est doublé par Kenichi Takitō  (滝藤 賢一, Takitō Ken'ichi).

## Distribution

### Kamen Rider Zi-O
- Sō Okuno (奥野 壮, Okuno Sō?) : Sōgo Tokiwa (常磐ソウゴ, Tokiwa Sōgo?) / Kamen Rider Zi-O (仮面ライダージオウ, Kamen Raidā Jiō?)
- Gaku Oshida (押田 岳, Oshida Gaku?) : Geiz Myoukouin (明光院 ゲイツ, Myōkōin Geitsu?) / Kamen Rider Geiz (仮面ライダーゲイツ, Kamen Raidā Geitsu?)
- Shieri Ohata (大幡 しえり, Ōhata Shieri?) : Tsukuyomi (ツクヨミ, Tsukuyomi?)
- Keisuke Watanabe (渡邊 圭祐, Watanabe Keisuke?) : Woz (ウォズ, Wozu?)
- Katsuhisa Namase (生瀬 勝久, Namase Katsuhisa?) : Junichiro Tokiwa (常磐 順一郎, Tokiwa Jun'ichirō?)

### Kamen Rider Build
- Atsuhiro Inukai (犬飼 貴丈, Inukai Atsuhiro?) : Sento Kiryū (桐生 戦兎, Kiryū Sento?) / Kamen Rider Build (仮面ライダービルド, Kamen Raidā Birudo?)
- Eiji Akaso (赤楚 衛二, Akaso Eiji?) : Ryūga Banjō (万丈 龍我, Banjō Ryūga?) / Kamen Rider Cross-Z (仮面ライダークローズ, Kamen Raidā Kurōzu?)
- Kōhei Takeda (武田 航平, Takeda Kōhei?) : Kazumi Sawatari  (猿渡 一海, Sawatari Kazumi?) / Kamen Rider Grease (仮面ライダーグリス, Kamen Raidā Gurisu?)
- Kensei Mikami (水上 剣星, Mikami Kensei?) : Gentoku Himuro (氷室 幻徳, Himuro Gentoku?) / Kamen Rider Rogue (仮面ライダーローグ, Kamen Raidā Rōgu?)
- Kaho Takada (高田 夏帆, Takada Kaho?) : Misora Isurugi  (石動 美空, Isurugi Misora?)

### Kamen Rider Ghost
- Shun Nishime (西銘 駿, Nishime Shun?) : Takeru Tenkūji (天空寺 タケル, Tenkūji Takeru?) / Kamen Rider Ghost (仮面ライダーゴースト, Kamen Raidā Gōsuto?)

### Kamen Rider Decade
- Masahiro Inoue (井上 正大, Inoue Masahiro?) : Kamen Rider Decade (仮面ライダーディケイド, Kamen Raidā Dikeido?)

### Kamen Rider Den-O
- Takeru Satoh (佐藤 健, Satō Takeru?)[5] : Ryotaro Nogami (野上 良太郎, Nogami Ryōtarō?) / Kamen Rider Den-O (仮面ライダー電王, Kamen Raidā Den'ō?)
- Kenjirō Ishimaru (石丸 謙二郎, Ishimaru Kenjirō?) : Owner  (オーナー, Ōnā?)
- Toshihiko Seki (関 俊彦, Seki Toshihiko?) : Momotaros  (モモタロス, Momotarosu, Voix?)
- Kōji Yusa (遊佐 浩二, Yusa Kōji?) : Urataros (ウラタロス, Uratarosu, Voix?)
- Masaki Terasoma (てらそま まさき, Terasoma Masaki?) : Kintaros  (キンタロス, Kintarosu, Voix?)
- Kenichi Suzumura (鈴村 健一, Suzumura Ken'ichi?) : Ryutaros (リュウタロス, Ryūtarosu, Voix?)

### Kamen Rider Ryuki
- Takamasa Suga (須賀 貴匡, Suga Takamasa?) : Kamen Rider Ryuki (仮面ライダー龍騎, Kamen Raidā Ryūki?)

### Kamen Rider Agito
- Toshiki Kashu (賀集 利樹, Kashū Toshiki?) : Kamen Rider Agito (仮面ライダーアギト, Kamen Raidā Agito?)

### Exclusifs au film
- Shunsuke Daito (大東 駿介, Daitō Shunsuke?) : Tid (ティード, Thīdo?) [6] / Another Kuuga [7]/Another Ultimate Kuuga[5],[8],[9]
- Kenichi Takitō  (滝藤 賢一, Takitō Ken'ichi?) : Futaros (フータロス, Fūtarosu, Voix?) [10]
- Nayuta Fukuzaki (福崎 那由他, Fukuzaki Nayuta?) : Ataru Hisanaga (久永 アタル, Hisanaga Ataru?)
- Taiyo Saito (斎藤 汰鷹, Saitō Taiyō?) : Shingo Hisanaga (久永 シンゴ, Hisanaga Shingo?)
- Kentarō Itō (伊藤 健太郎, Itō Kentarō?) : Another Double (アナザーWダブル, Anazā Daburu?)

## Continuité dans l'histoire
Selon le producteur Shinichiro Shirakura , le film est non canon, car la plupart des personnages liés aux Riders ne sont que de l'imagination et les événements du film ne sont pas liés à la série télévisée. Logiquement cependant, le film peut être considéré comme canon pour les raisons suivantes :
- Kamen Rider Zi-O : Situé entre les épisodes 12 et 13. En outre, les Ridewatches de Kuuga & W sont visibles dans l'épisode 21, qui a été diffusé près d'un mois après la sortie du film[11].
- Kamen Rider Build : Après les événements du dernier épisode.

## Musique

### Générique de fin
- Kamen Rider Heisei Generations Forever Medley D.A. Re-Build Mix[12],[13],[14]

- Paroles et interprètes : Pandora & Beverly, AAA (Shuta Sueyoshi), Gackt, Shōnan no Kaze, Shinichi Ishihara, Anna Tsuchiya, Rica Matsumoto, Akira Fuse, Tourbillon, Aya Kamiki & Takuya, Maki Ohguro, Kishidan, Shō Kiryūin, Daichi Miura, YU-KI, Nanase Aikawa, ISSA, Masayuki Tanaka
- Compositeur et Arrangements: Daisuke Asakura (de Pandora)
- Droits détenus par : Avex Trax
- Date de sortie : 20 décembre 2018[12],[13] (Youtube)

Il s'agit d'un remix de chansons thématiques (majoritairement des génériques de début) des séries Kamen Rider de l'ère Heisei.

## Réception
Selon l'application mobile de Pia Corporation, lors des 21 et 22 décembre 2018 , il était à la première place au cinéma  avec 93,5 points  depuis le dernier film Kamen Rider  Kamen Rider Heisei Generations Final  avec un score de 92,4.

### Box office
Trois jours après le 22 au 24 décembre, le nombre de spectateurs a mobilisé 420 000 personnes, le chiffre d’affaires ayant dépassé les 512,65 millions de yens.
Dans la série de films des Kamen Riders de l'ère Heisei, il a obtenu la deuxième place après le film Kamen Rider Decade All Rider vs Great Shocker, le premier des films  Kamen Rider de la période de l'hiver.
Selon Anime News Network , même si le film est actuellement classé 5ème au box-office japonais, il a gagné 1 milliard de yens en l'espace de 12 jours seulement après la sortie du film le 22 décembre 2018. est maintenant le film d’hiver le plus rapide de Kamen Rider à remporter la barre du milliard de yens.